# Тамаругіт
Тамаругіт (рос. тамаругит; англ. tamarugite; нім. Tamarugit m) — мінерал, водний сульфат натрію та алюмінію острівної будови. 

## Етимологія та історія
За назвою родовища Пампа-дель-Тамаругаль (Серро-Пінтадо), Північне Чилі (H.Schulse, 1889). Синоніми: лапарентит.

## Загальний опис
Хімічна формула: NaAl[SO4]2•6H2O. Містить у % (Чилі): Na2O — 10,70; Al2O3 — 15,10; SO3 — 41,94; H2O — 31,37. Домішки: CaO.
Сингонія моноклінна. Призматичний вид. Форми виділення: таблитчасті або короткопризматичні кристали, волокнисті або тонкозернисті маси. Спайність майже досконала по (010). Густина 2,07. Тв. 3,5. Безбарвний і прозорий. Блиск скляний. На смак солодкий, терпкий. У шліфі безбарвний. Розчиняється у воді. Утворюється переважно в умовах сухого клімату при окисненні сульфідів у середовищі багатому на Al. Знаходиться разом з пікеринґітом, кокімбітом, ґіпсом, сидеронатритом, ґалітом та ін.